# Coppa Italia 2018-2019 (hockey su pista)
La Coppa Italia 2018-2019 è stata la 50ª edizione della principale coppa nazionale italiana di hockey su pista. La competizione ha avuto luogo con la formula della final eight dal 1º al 3 marzo 2019 presso il PalaDante di Trissino.
Il trofeo è stato conquistato dal Breganze per la quarta volta nella sua storia.

## Squadre partecipanti
| Qualificazione                                   | Club            |
| ------------------------------------------------ | --------------- |
| 1ª classificata in Serie A1 nel girone di andata | Amatori Lodi    |
| 2ª classificata in Serie A1 nel girone di andata | Forte dei Marmi |
| 3ª classificata in Serie A1 nel girone di andata | Valdagno 1938   |
| 4ª classificata in Serie A1 nel girone di andata | Sarzana         |
| 5ª classificata in Serie A1 nel girone di andata | Follonica       |
| 6ª classificata in Serie A1 nel girone di andata | Breganze        |
| 7ª classificata in Serie A1 nel girone di andata | CGC Viareggio   |
| Società ospitante                                | Trissino        |

## Risultati

### Tabellone
|  | Quarti di finale | Quarti di finale | Quarti di finale |          |               | Semifinali      | Semifinali | Semifinali |  |  | Finale | Finale  | Finale |
|  |                  |                  |                  |          |               |                 |            |            |  |  |        |         |        |
|  | 1                | Amatori Lodi     | 0                |          |               |                 |            |            |  |  |        |         |        |
|  | 8                | Trissino         | 3                |          |               |                 |            |            |  |  |        |         |        |
|  | 8                | Trissino         | 3                |          | 8             | Trissino        | 1          |            |  |  |        |         |        |
|  |                  |                  |                  |          | 8             | Trissino        | 1          |            |  |  |        |         |        |
|  |                  | 4                | Sarzana          | 4        |               |                 |            |            |  |  |        |         |        |
|  | 4                | 4                | Sarzana          | 4        | Sarzana       | 4               |            |            |  |  |        |         |        |
|  | 4                |                  |                  |          | Sarzana       | 4               |            |            |  |  |        |         |        |
|  | 5                | Follonica        | 3                |          |               |                 |            |            |  |  |        |         |        |
|  |                  |                  |                  |          |               |                 |            |            |  |  | 4      | Sarzana | 2      |
|  |                  |                  | 6                | Breganze | 3             |                 |            |            |  |  |        |         |        |
|  | 2                | Forte dei Marmi  | 4                |          |               |                 |            |            |  |  |        |         |        |
|  | 7                | CGC Viareggio    | 3                |          |               |                 |            |            |  |  |        |         |        |
|  | 7                | CGC Viareggio    | 3                |          | 2             | Forte dei Marmi | 2          |            |  |  |        |         |        |
|  |                  |                  |                  |          | 2             | Forte dei Marmi | 2          |            |  |  |        |         |        |
|  |                  | 6                | Breganze         | 6        |               |                 |            |            |  |  |        |         |        |
|  | 3                | 6                | Breganze         | 6        | Valdagno 1938 | 3(1)            |            |            |  |  |        |         |        |
|  | 3                |                  |                  |          | Valdagno 1938 | 3(1)            |            |            |  |  |        |         |        |
|  | 6                | Breganze         | 3(2)             |          |               |                 |            |            |  |  |        |         |        |

### Quarti di finale
| Arbitri: | S. Brambilla (Agrate Brianza) F. Fronte (Novara) |

|                           |            |                    |
| Casas 5'38" 34'17" 39'50" | Marcatori  | 34'30" Montigel 37 |
| Pierluigi Bresciani       | Allenatori | Francesco Dolce    |

| Arbitri: | Ferraro (Bassano del Grappa) Moresco (Marostica) |

|                       |            |                 |
| Alessandro Bertolucci | Allenatori | Enrico Mariotti |

| Arbitri: | Galoppi (Follonica) Iuorio (Salerno) |

|              |                      |           |
|              | Tiri di rigore 1 – 2 |           |
| Franco Vanzo | Allenatori           | Diego Mir |

| Arbitri: | Carmazzi (Viareggio) Stallone (Giovinazzo) |

|              |            |                      |
| Nuno Resende | Allenatori | Manuel Barceló Pérez |

### Semifinali
| Arbitri: | M. Carmazzi (Viareggio) M. Galoppi (Follonica) |

|                      |            |                                                        |
| Rubio 47'25"         | Marcatori  | 17'35" Rampulla 28'07" 38'17" Ipiñazar 42'40" Fantozzi |
| Manuel Barceló Pérez | Allenatori | Alessandro Bertolucci                                  |

| Arbitri: | F. Fronte (Novara) F. Ferraro (Bassano del Grappa) |

|                               |            |                                                                                    |
| Burgaya 4'43" Ambrosio 20'15" | Marcatori  | 9'25" Muglia 16'39" 27'20" Teixidó 19'59" Dal Santo 34'47" Martinez 49'00" Mitjans |
| Pierluigi Bresciani           | Allenatori | Diego Mir                                                                          |

### Finale
| Arbitri: | M. Carmazzi (Viareggio) M. Galoppi (Follonica) |

|                             |           |                                             |
| Rossi 9'11" Rampulla 31'48" | Marcatori | 8'32" Martinez 30'47" Teixidó 41'01" Muglia |

| Sarzana               |    |                    |
|                       |    |                    |
| P                     | 10 | Simone Corona      |
| E                     | 7  | Danilo Rampulla    |
| E                     | 11 | Davide Borsi (c)   |
| E                     | 46 | Andrea Perroni     |
| E                     | 57 | Francesco Rossi    |
| E                     | 5  | Mattia Rispogliati |
| E                     | 8  | Francisco Ipiñazar |
| E                     | 9  | Matteo Pistelli    |
| E                     | 54 | Andrea Fantozzi    |
| P                     | 58 | Alessio Bianchi    |
| Allenatore:           |    |                    |
| Alessandro Bertolucci |    |                    |

| Breganze    |    |                    |
|             |    |                    |
| P           | 10 | Bruno Sgaria       |
| E           | 14 | Eloi Mitjans       |
| E           | 21 | Gérard Teixidó     |
| E           | 27 | Lucas Martínez     |
| E           | 29 | Mattia Cocco       |
| E           | 3  | Andrea Dalla Valle |
| E           | 4  | Guido Sgaria       |
| E           | 9  | Samuele Muglia     |
| E           | 53 | Stefano Dal Santo  |
| P           | 23 | Fabio Mabilia      |
| Allenatore: |    |                    |
| Diego Mir   |    |                    |